# Comuna Holonevîci, Kiverți
Holonevîci (în ucraineană Холоневичі) este o comună în raionul Kiverți, regiunea Volînia, Ucraina, formată din satele Holonevîci (reședința) și Znamîrivka.

## Demografie
Componența lingvistică a satului Holonevîci
     Ucraineană (100%)
Conform recensământului din 2001, toată populația satului Holonevîci era vorbitoare de ucraineană (100%).